# Monestir de Santa Clara (Moguer)
El Monestir de Santa Clara és un edifici religiós de Moguer, Província de Huelva (Espanya).
És el monument més destacat de Moguer. La seva abadessa Inés Enríquez era tia del rei Ferran el Catòlic. Va ser fundat el 1337, per a monges clarisses, per Alonso Jofre Tenorio, primer senyor de Moguer i primer patró del monestir.
El convent es divideix en dos grans espais: el recinte religiós i els habitatges. Quant al primer, formen part d'ell diverses estances com la capella "de profundis", antic panteó de les clarisses, on es conserva un artesanat mudèjar del segle xvi. L'església és la part més noble de l'edifici. És un temple gòtic-mudèjar de tres naus separades per arcs apuntats, amb la nau central més ampla i llarga que les laterals, i està coronat per un absis poligonal. Als peus de l'església es troba el doble cor, alt i baix, amb el cadirat nassarita, obra del segle XIV única en el seu estil.
Quant a la residència conventual, està formada per diversos claustres entorn dels quals es distribueixen les dependències. Hi destaca el claustre de les Mares, amb la seva arqueria baixa, del segle xiv, que conforma el claustre més antic d'Andalusia. Al seu voltant es troben els dormitos, pavelló de dues plantes del segle xvi, amb artesanat renaixentista, el refetor, una sala rectangular de volta apuntada, la cuina, que conserva una enorme xemeneia del segle XIV i la infermeria, també renaixentista.

## Obres d'art
Pel que fa a les obres d'art, destaquen:
- El retaule major, obra de mitjan segle xvii de Jerónimo Velázquez
- Els sepulcres dels Portocarrero, enterraments esculpits en marbre al segle xvi, que representen els cossos jacents de 9 persones en tres solideus
- El retaule de la Circumcisió del Senyor, de Juan Martínez Montañés, encarregat per l'Almirall Andrés de Vega i Garrocho, patró de la capella major del Convent de San Francisco a Huelva, on es trobava l'enterrament de la família Garrocho. Aquest convent de Huelva va ser destruït durant la guerra civil pel que el retaule es va traslladar al seu emplaçament actual al Monestir de Santa Clara
- La Verge del Amor Hermoso, del segle XVI
- El Nen Jesús de les Llàgrimes, del segle xviii, obra de La Roldana
- El relleu gòtic anglès del Ecce Homo, del segle xv
- La Immaculada Concepció del segle xviii
- El Crist Lligat a la Columna, pintura renaixentista
- La decoració pictòrica de les portes del cor, del segle XV
- El mural de Sant Cristòfol (s.XIV)
- L'Anunciació, del segle xv
- La Verge Franciscana i el Descendiment de Crist (s.XVI)
- La Sagrada Estirp (s.XVI)
- La Dormició de la Verge i el Baptisme de Crist, tots dos del segle xviii

en les arts sumptuàries
- Els llibres de cor del segle xv
- El conjunt de dalmàtiques dels segles xvii i XVIII, i altres obres

El monestir està catalogat com a Monument Nacional des de 1931.

## Història
El monestir de Santa Clara de Moguer va ser fundat per Alonso Jofre Tenorio, Almirall Major de Castella, i la seva dona Elvira Álvarez per a religioses clarisses entre 1337 i 1338. La llicència de fundació concedida per l'arquebisbe i el capítol catedralici sevillans el 13 d'octubre de 1337, i la donació senyorial del terreny a les monges per a la construcció de l'edifici l'11 d'abril de 1338, són els dos únics fets documentats que confirmen l'erecció del monestir, mancant la carta fundacional que no s'ha conservat. L'assentament de 105 frares i monges franciscanes a Moguer va obeir al prestigi dels convents de l'Orde de Sant Francesc establerts a Sevilla després de 1248, i, en concret, a l'interès de l'almirall Jofre Tenorio a convertir Moguer en una pròspera vila, enfortint el consell amb el fur i franquícies de Sevilla i instal·lant-hi les primeres comunitats religioses.
El monestir es va construir en una turó proper a la vila, denominat "Camp de Santa Clara", integrant-se en el nucli urbà gràcies a la nova tendència urbanística iniciada a la fi del segle xv, i a l'auge demogràfic de la població. Durant segles va influir en la vida social, econòmica, cultural i religiosa de la comarca. Els seus patrons, els Portocarrero, van estar-hi íntimament lligats per motius materials i espirituals, per comptar entre les clarisses amb membres femenins del seu llinatge i, en síntesi, per convertir l'església conventual en panteó de la família.

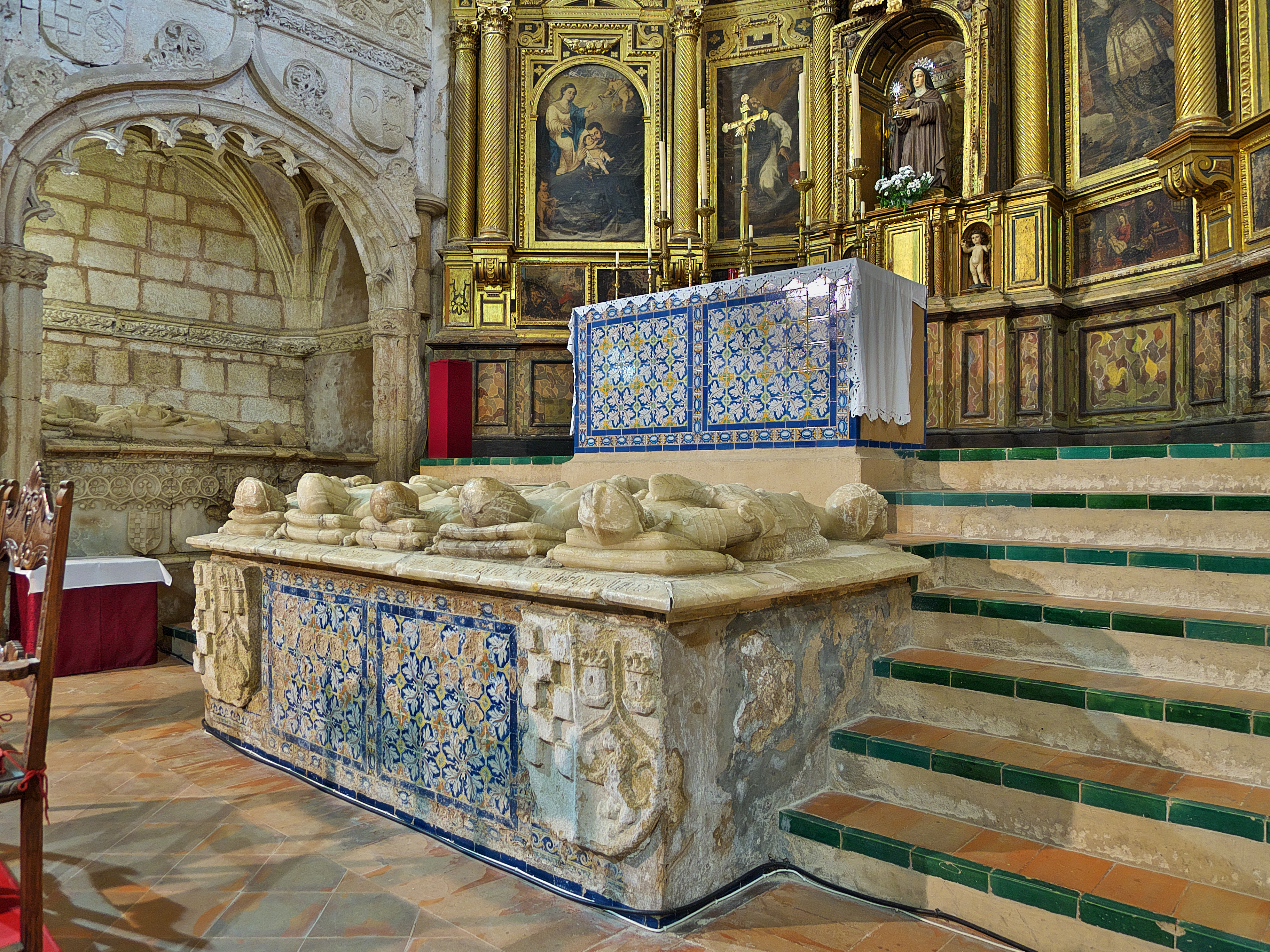
Túmul sepulcre dels primers Senyors (I, III i VIII)

La fama i el prestigi aconseguits pel monestir de les Clarisses de Moguer van fer d'aquest cenobi, entre els segles XIV i XVII, un focus d'expansió d'altres convents del mateix Orde fundats o reformats a Andalusia: Santa Inés de Sevilla (1374), Santa Clara de Jaén i Còrdova, Santa Clara de Gibraltar (1586), Alcalá de Guadaíra (1597), Priego de Córdoba, Santa Clara d'Osuna (1611), i Jerez de los Caballeros.
Els fundadors i els seus successors, els Portocarrero, van enriquir el patrimoni econòmic del monestir amb donacions i exempcions. Papes i reis li van concedir privilegis de tota classe, la qual cosa unit a les concessions fetes per molts particulars vinculats a aquest monestir, van fer que es convertís en un important i respectable centre de poder, amb propietats repartides per la vila de Moguer i el seu terme, el comtat de Niebla, Gibraleón, fins i tot fora de la comarca, com per exemple Alcalá del Río o Cazalla. Al llarg del segle xvi el monestir va incrementar el patrimoni gràcies a l'adquisició de nous béns, les rendes dels quals van contribuir a afermar el caràcter "capitalista" de la seva hisenda. En les centúries següents la situació va anar degradant-se per culminar amb la crisi econòmica provocada per la desamortització eclesiàstica, a partir de 1835. Llavors li van ser expropiades 411,68 hectàrees de terra repartides per diferents termes de les actuals províncies de Huelva i Sevilla.
La mesura econòmica de Mendizábal va ser el detonant de la total extinció de la comunitat clarissa del monestir a principis del segle xix. Als seus millors moments, el monestir de Santa Clara va reunir un nombre considerable de religioses: entre els anys 1354 i 1761, va variar entre deu a quinze. La cota més alta va ser aconseguida en 1591 amb cinquanta-cinc religioses, i la més baixa en 1884 amb només tres. Amb la desaparició de les clarisses, el monestir de Santa Clara va ser ocupat per les Esclaves Concepcionistes, un establiment promogut pel cardenal Spinola, que va rebre la propietat del monestir de mans de la duquessa d'Alba, María del Rosario Falcó i Osorio, l'any 1903. Aquesta passà al bisbat de Huelva el 1954, en crear-se aquest any la nova diòcesi.
La congregació va arribar a Moguer en 1898, instal·lant-se al principi en dues cases particulars. A partir de 1902 es va traslladar a Santa Clara, que seguia estant habitat per tres clarisses ancianes i malaltes. L'última abadessa, sor Ana Carrasco y Viva, va morir al juliol de 1903. Les Esclaves van instal·lar en aquest complex conventual un col·legi femení, així com el noviciat que va funcionar des de 1930 fins al trasllat de la comunitat a Sanlúcar la Mayor (Sevilla) el 1955. Amb l'arribada dels caputxins a Moguer l'any 1956 com a administradors de la seva única parròquia, el monestir de Santa Clara va recuperar l'ambient franciscà d'èpoques passades, en convertir-se en la residència dels nous inquilins. El 1961 l'Orde va instal·lar-hi el Col·legi de Filosofia, reunint fins a vint-i-tres pares caputxins. L'any 1975 van abandonar l'edifici, traslladant-se a un habitatge situat a l'interior de la parròquia. Actualment el monestir de Santa Clara és la seu del Museu Diocesà d'Art Sacre de Huelva.

## Actualitat
Des de 1963 el monestir de Santa Clara ha estat sotmès a importants obres de restauració i consolidació. Les més recents s'inclouen dins del Pla Colón 92 de la Junta d'Andalusia destinat a la recuperació integral dels edificis vinculats al Descobriment d'Amèrica. El monestir va ser declarat Monument Nacional l'any 1931 inclòs dins del conjunt històric artístic com a Llocs colombins També té protecció integral sobre la base del Pla General d'Ordenació Urbana.